# 마틴 밀너

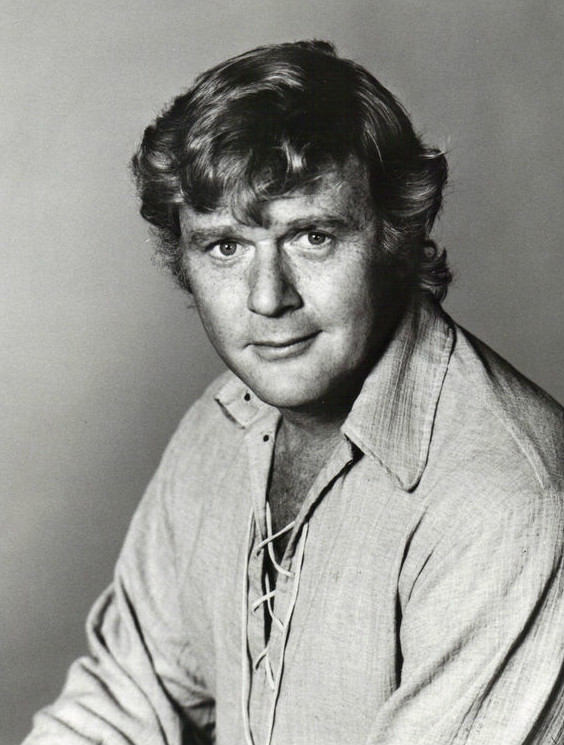

마틴 밀너(Martin Milner, 1931년 12월 28일 ~ 2015년 9월 6일)는 미국의 연극 배우, 영화배우, 텔레비전 배우, 성우이다.
디트로이트에서 태어났으며 칼즈배드에서 사망하였다.

## 방송
- 로빈슨 가족
- 제12순찰대

## 영화
- 로보캅 - TV 시리즈 (1994년)
- 내쉬빌 비트 (1989년)
- 꿈꾸는 낙원 (1978년)
- 블랙 뷰티 (1978년)
- 대홍수(영어판) (1976년)
- 로빈슨 가족 (1975년)
- 허리케인 (1974년)
- 119 구조대 (1972년)
- 제12순찰대 (1968년)
- 인형의 계곡 (1967년)
- 스키 피버 (1966년)
- 13 고스트 (1960년)
- 강박충동 (1959년)
- 성공의 달콤한 향기 (1957년)
- OK 목장의 결투 (1957년) - 제임스 지미 어프 역
- 프란시스 인 더 네이비 (1955년)
- 피트 켈리의 블루스 (1955년)
- 웨스트 포인트 (1955년)
- 데스티네이션 고비 (1953년)
- 포획된 도시 (1952년)
- 당신을 원해요 (1951년)
- 루이사 (1950년)
- 몬테즈마의 영웅들 (1950년)
- 유황도의 모래 (1949년)
- 아버지와 인생을 (1947년)